# Liste von Literaturverfilmungen nach Autor (Australien)
Die Liste von Literaturverfilmungen nach Autor (Australien) bietet einen Überblick über Filmproduktionen und Fernsehserien, die auf literarischen Vorlagen australischer Autoren basieren.
| Autor                   | Titel                                            | Produktionsland                                                       | Jahr | Regisseur                     |
| ----------------------- | ------------------------------------------------ | --------------------------------------------------------------------- | ---- | ----------------------------- |
| Michael Barrett         | Flucht aus Zahrain                               | Vereinigte Staaten                                                    | 1962 | Ronald Neame                  |
| Russell Braddon         | Rabbits                                          | Vereinigte Staaten                                                    | 1972 | William F. Claxton            |
| Paul Brickhill          | Allen Gewalten zum Trotz                         | Vereinigtes Königreich                                                | 1956 | Lewis Gilbert                 |
| Paul Brickhill          | Gesprengte Ketten                                | Vereinigte Staaten                                                    | 1963 | John Sturges                  |
| Paul Brickhill          | Mai 1943 – Die Zerstörung der Talsperren         | Vereinigtes Königreich                                                | 1955 | Michael Anderson              |
| Peter Carey             | Oscar und Lucinda                                | Vereinigte Staaten / Vereinigtes Königreich / Australien              | 1997 | Gillian Armstrong             |
| Jon Cleary              | Der endlose Horizont                             | Vereinigtes Königreich / Australien                                   | 1960 | Fred Zinnemann                |
| Jon Cleary              | Höllenjagd bis ans Ende der Welt                 | Vereinigte Staaten / Jugoslawien                                      | 1983 | Brian G. Hutton               |
| Dale Collins            | Endlich sind wir reich                           | Vereinigtes Königreich                                                | 1931 | Alfred Hitchcock              |
| Dale Collins            | Sal of Singapore                                 | Vereinigte Staaten                                                    | 1929 | Howard Higgin                 |
| Kenneth Cook            | Ferien in der Hölle                              | Australien / Vereinigte Staaten                                       | 1971 | Ted Kotcheff                  |
| Luke Davies             | Candy – Reise der Engel                          | Australien                                                            | 2006 | Neil Armfield                 |
| Robert Drewe            | Gesetzlos – Die Geschichte des Ned Kelly         | Australien / Vereinigtes Königreich / Vereinigte Staaten / Frankreich | 2003 | Gregor Jordan                 |
| Miles Franklin          | Meine brillante Karriere                         | Australien                                                            | 1979 | Gillian Armstrong             |
| Lindsay Hardy           | 40 Millionen suchen einen Mann                   | Vereinigte Staaten                                                    | 1963 | David Swift                   |
| Melanie Joosten         | Berlin Syndrom                                   | Australien                                                            | 2017 | Cate Shortland                |
| Elizabeth Kata          | Träumende Lippen                                 | Vereinigte Staaten                                                    | 1965 | Guy Green                     |
| Thomas Keneally         | Schindlers Liste                                 | Vereinigte Staaten                                                    | 1993 | Steven Spielberg              |
| Tony Kenrick            | Shanghai Surprise                                | Vereinigtes Königreich                                                | 1986 | Jim Goddard                   |
| Michael Keon            | Beim siebten Morgengrauen                        | Vereinigtes Königreich                                                | 1964 | Lewis Gilbert                 |
| Christopher John Koch   | Ein Jahr in der Hölle                            | Australien                                                            | 1982 | Peter Weir                    |
| Marjorie Lawrence       | Unterbrochene Melodie                            | Vereinigte Staaten                                                    | 1955 | Curtis Bernhardt              |
| Julia Leigh             | The Hunter                                       | Australien                                                            | 2011 | Daniel Nettheim               |
| Joan Lindsay            | Picknick am Valentinstag                         | Australien                                                            | 1975 | Peter Weir                    |
| Baz Luhrmann            | Strictly Ballroom – Die gegen alle Regeln tanzen | Australien                                                            | 1992 | Baz Luhrmann                  |
| Melina Marchetta        | Das Geheimnis der Alibrandis                     | Australien                                                            | 2000 | Kate Woods                    |
| John Marsden            | Tomorrow, When the War Began                     | Australien                                                            | 2010 | Stuart Beattie                |
| Elyne Mitchell          | Der silberne Hengst – König der Wildpferde       | Australien                                                            | 1993 | John Tatoulis                 |
| Michael Noonan          | December Boys                                    | Australien                                                            | 2007 | Rod Hardy                     |
| Wendy Orr               | Die Insel der Abenteuer                          | Vereinigte Staaten                                                    | 2008 | Jennifer Flackett, Mark Levin |
| Judy Pascoe             | The Tree                                         | Australien / Frankreich / Deutschland / Italien                       | 2010 | Julie Bertuccelli             |
| Henry Handel Richardson | Symphonie des Herzens                            | Vereinigte Staaten                                                    | 1954 | Charles Vidor                 |
| Kenneth Ross            | Der Fall des Lieutnant Morant (Breaker Morant)   | Australien                                                            | 1979 | Bruce Beresford               |
| Charles Shaw            | Der Seemann und die Nonne                        | Vereinigte Staaten / Vereinigtes Königreich                           | 1957 | John Huston                   |
| Helen de Guerry Simpson | Königsliebe                                      | Vereinigtes Königreich                                                | 1948 | Basil Dearden                 |
| M. L. Stedman           | The Light Between Oceans                         | Vereinigtes Königreich / Vereinigte Staaten                           | 2016 | Derek Cianfrance              |
| Gordon Wellesley        | Night Train to Munich                            | Vereinigtes Königreich / Vereinigte Staaten                           | 1940 | Carol Reed                    |
| Morris L. West          | In den Schuhen des Fischers                      | Vereinigte Staaten                                                    | 1968 | Michael Anderson              |
| Morris L. West          | Des Teufels Advokat                              | BR Deutschland                                                        | 1977 | Guy Green                     |
| Markus Zusak            | Die Bücherdiebin                                 | Deutschland / Vereinigte Staaten                                      | 2013 | Brian Percival                |